# Don Cherry
Don Cherry (Oklahoma City, 18 de Novembro de 1936 - Málaga, 19 de Outubro de 1995) foi um trompetista de jazz inovador e que é mais conhecido pela sua associação com o saxofonista Ornette Coleman. Nasceu em Oklahoma City, mas cresceu em Los Angeles e viveu, depois, em Paris e na Suécia.
Cherry tornou-se conhecido no mundo do jazz em 1958 quando tocou com Ornette Coleman no controverso disco The Shape of Jazz to Come. Ao longo da década de 60 actuou com os principais músicos do tempo. Tocou com John Coltrane, gravou e foi em digressão com Sonny Rollins e depois com Albert Ayler e George Russell. Fez parte dos New York Contemporary Five em Manhattan.
Além do bebop, Cherry incorporou na sua música influências do Médio Oriente, África e Índia. O seu álbum Relativity Suite é notável, neste aspecto.
Participou no álbum de Coleman de 1971 Science Fiction e entre 1976 e 1987 reuniu-se com Dewey Redman, Charlie Haden e Ed Blackwell no conjunto Old And New Dreams com quem gravou os álbuns Old And New Dreams – live (1976)  para a editora Black Saint, Old And New Dreams – live (1979)  para a editora ECM, Playing (1980) para a ECM e One for Blackwell – live (1987) de novo para a Black Saint.
Entre 1978 e 1982 gravou ainda três álbuns com o conjunto de jazz fusion Codona, que integrava o percussionista Naná Vasconcelos e Collin Walcott no sitar e tabla.
Durante os anos 80 voltou a gravar com o quarteto original de Ornette Coleman o disco In All Languages e um dueto com Ed Blackwell, El Corazon.
É o pai do músico Eagle-Eye Cherry e padrasto de Neneh Cherry. Faleceu em 19 de Outubro de 1995 em Málaga, Espanha, de hepatite.

## Discografia seleccionada
- The Avant-Garde (com John Coltrane, 1961)
- Complete Communion (1965)
- Symphony for Improvisers (1966)
- Where is Brooklyn? (1966)
- Eternal Rhythm (1968)
- Escalator over the Hill (com Carla Bley, 1971)
- Brown Rice (1975)
- Codona, Volume 1 (1978)
- El Corazon (1982)

### Com Ornette Coleman
- Something Else! The Music of Ornette Coleman (1958)
- The Art of the Improvisers (1959)
- Tomorrow is the Question! (1959)
- The Shape of Jazz to Come (1959)
- Change of the Century (1960)
- This is our Music
- Free Jazz: A Collective Improvisation (1960)
- Science Fiction (1971)